# Martinskirche (Cuxhaven-Ritzebüttel)

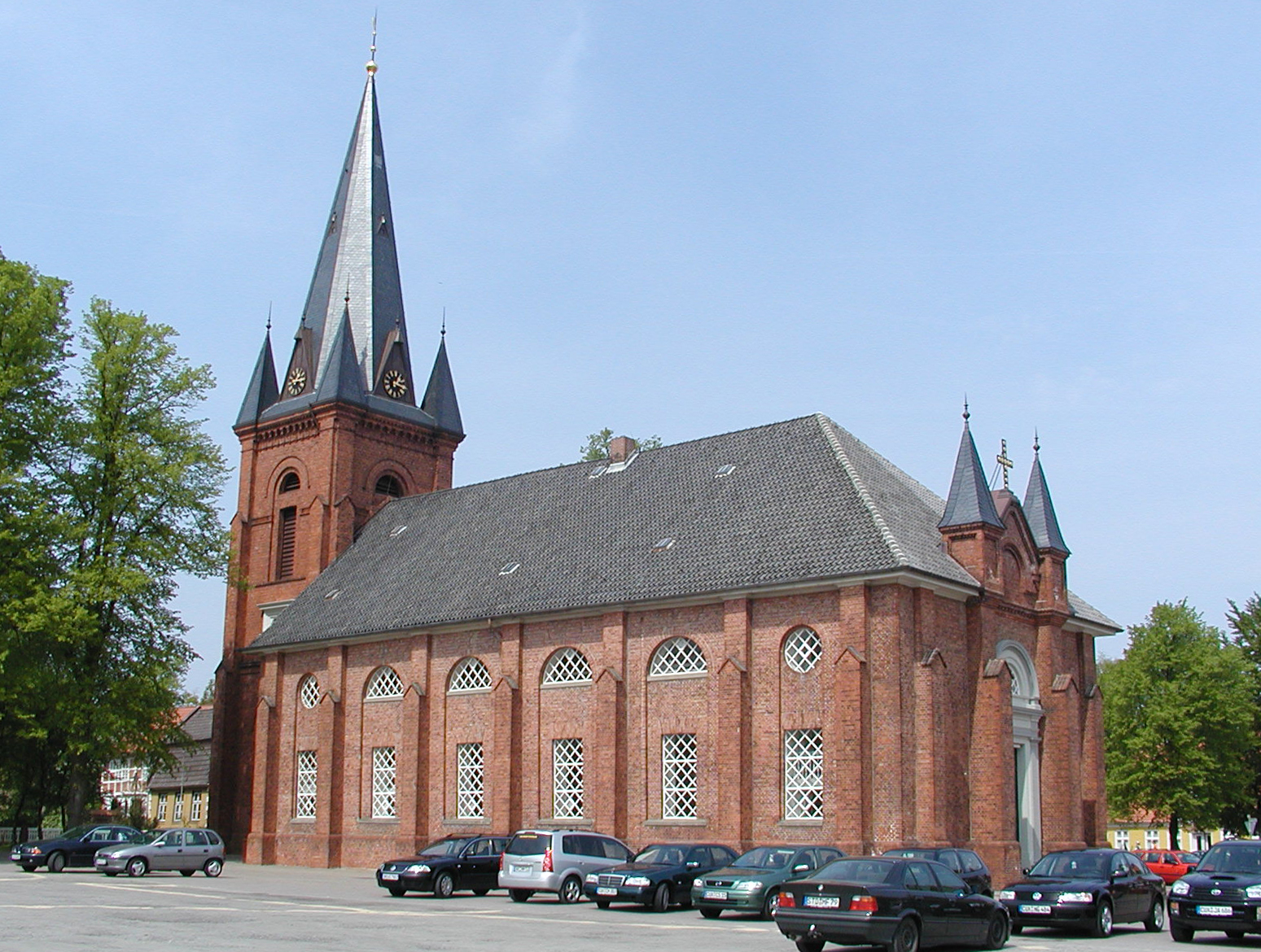
Martinskirche, Ostseite

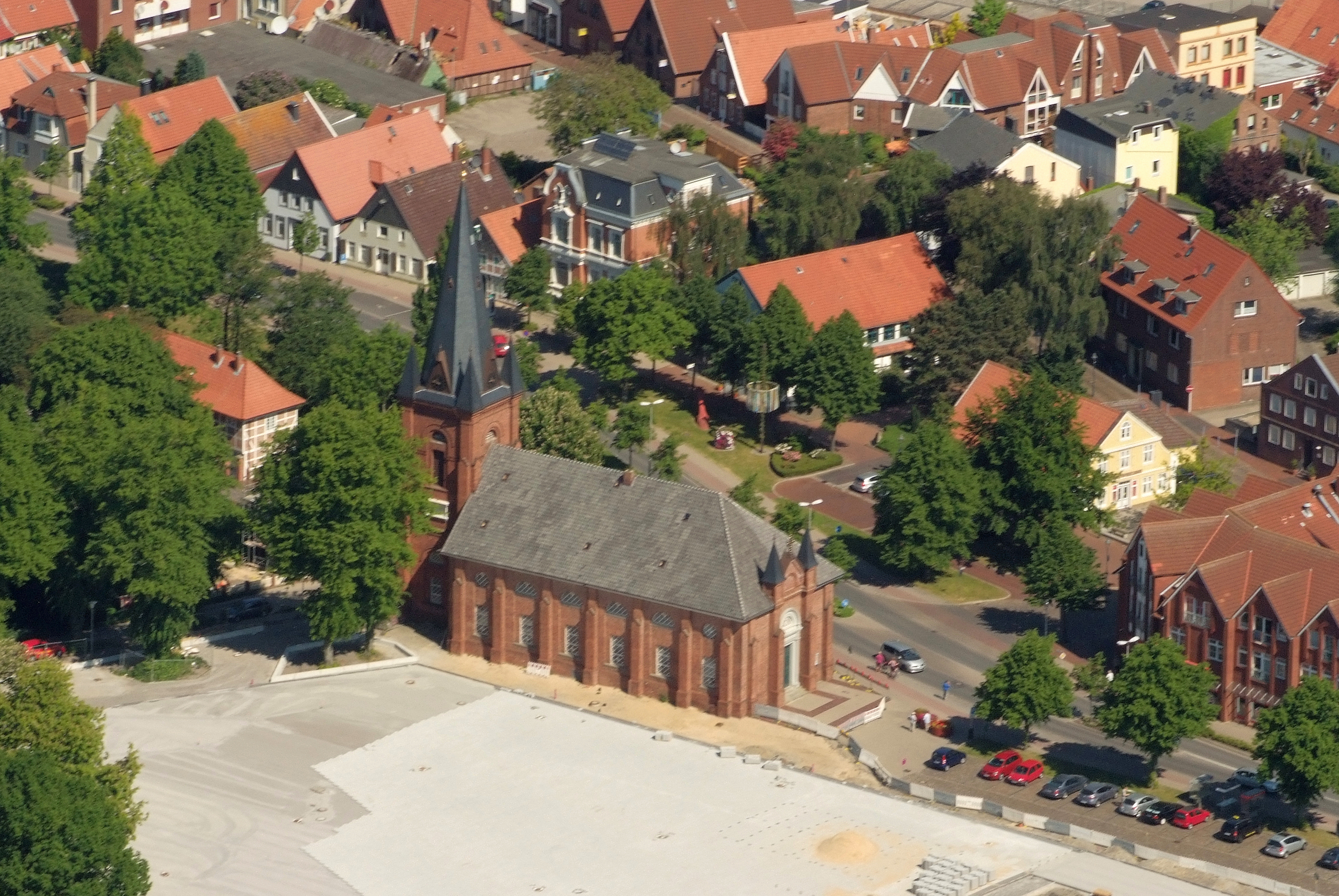
Luftbild

Die Martinskirche Cuxhaven-Ritzebüttel (auch Kirche St. Martin) in Cuxhaven-Ritzebüttel, Vorwerk/Südersteinstraße beim Schloss Ritzebüttel, steht unter niedersächsischem Denkmalschutz und ist in der Liste der Baudenkmale in Cuxhaven enthalten.

## Geschichte
Die klassizistische Martinskirche wurde von 1816 bis 1819 beim Schloss Ritzebüttel bei Cuxhaven nach Plänen von Axel Bundsen aus Dänemark auf über 200 Rammpfählen gebaut. Großen Anteil am Bau hatte seit 1814 der Ritzebütteler Amtmann Amandus Augustus Abendroth. Die einschiffige Backsteinkirche, mit den beidseitigen doppelstöckigen Emporen und der leicht eingerückten Apsis als Chor wurde nach Martin Luther benannt. Vorbild dieses Bauwerks war die zweite, abgebrannte Christuskirche (1800–1898) in Wandsbek. Für den Neubau ordnete der Hamburger Senat 1819 eine allgemeine Kirchenkollekte an.
1828 mussten erste Sanierungsarbeiten ausgeführt werden, da sich das Bauwerk abgesenkt hatte.
Der Bau des quadratischen Turmes mit den Fialtürmchen folgte von 1883 bis 1885. Die Glocken stammen von 1885. Die äußeren Strebepfeiler von 1885 waren konstruktiv erforderlich.

1906 erfolgte eine umfangreiche Sanierung der Kirche; Eisenträger ersetzten die morschen Rammpfähle.

### Innen

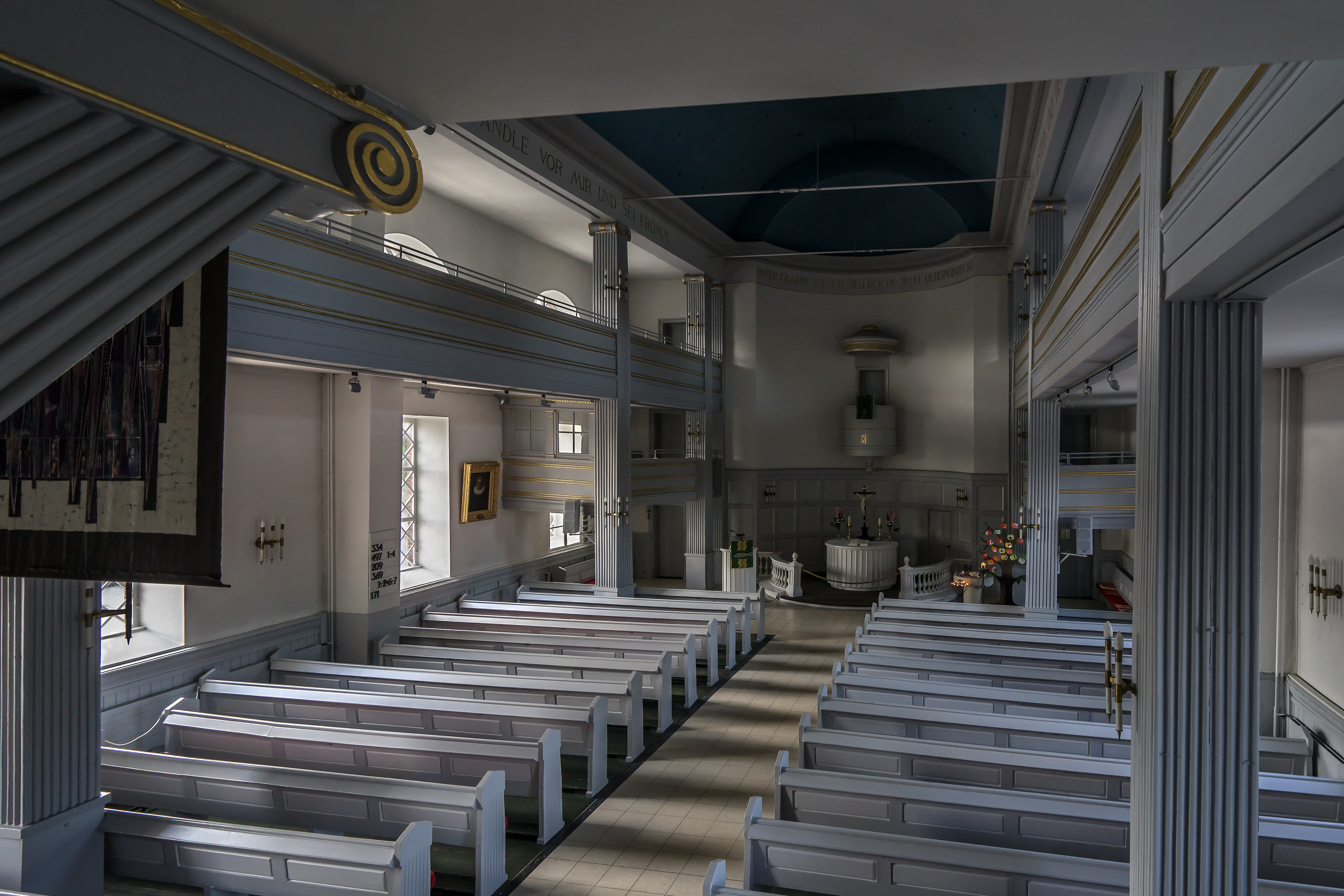
Blick auf den Altar

Die Kirche hat rund 600 Plätze. Die zweistöckigen Emporen prägen den Innenraum.
Das Kreuz auf dem Altar von um 1819 ist ein Dokument jüdisch-christlichen Zusammenlebens in der Stadt. Samuel A. Friedländer, Vorsteher der jüdischen Synagogengemeinde, ließ im Auftrag von Amtmann Abendroth das Kreuz anfertigen und beteiligte sich an den Kosten.

### Orgel

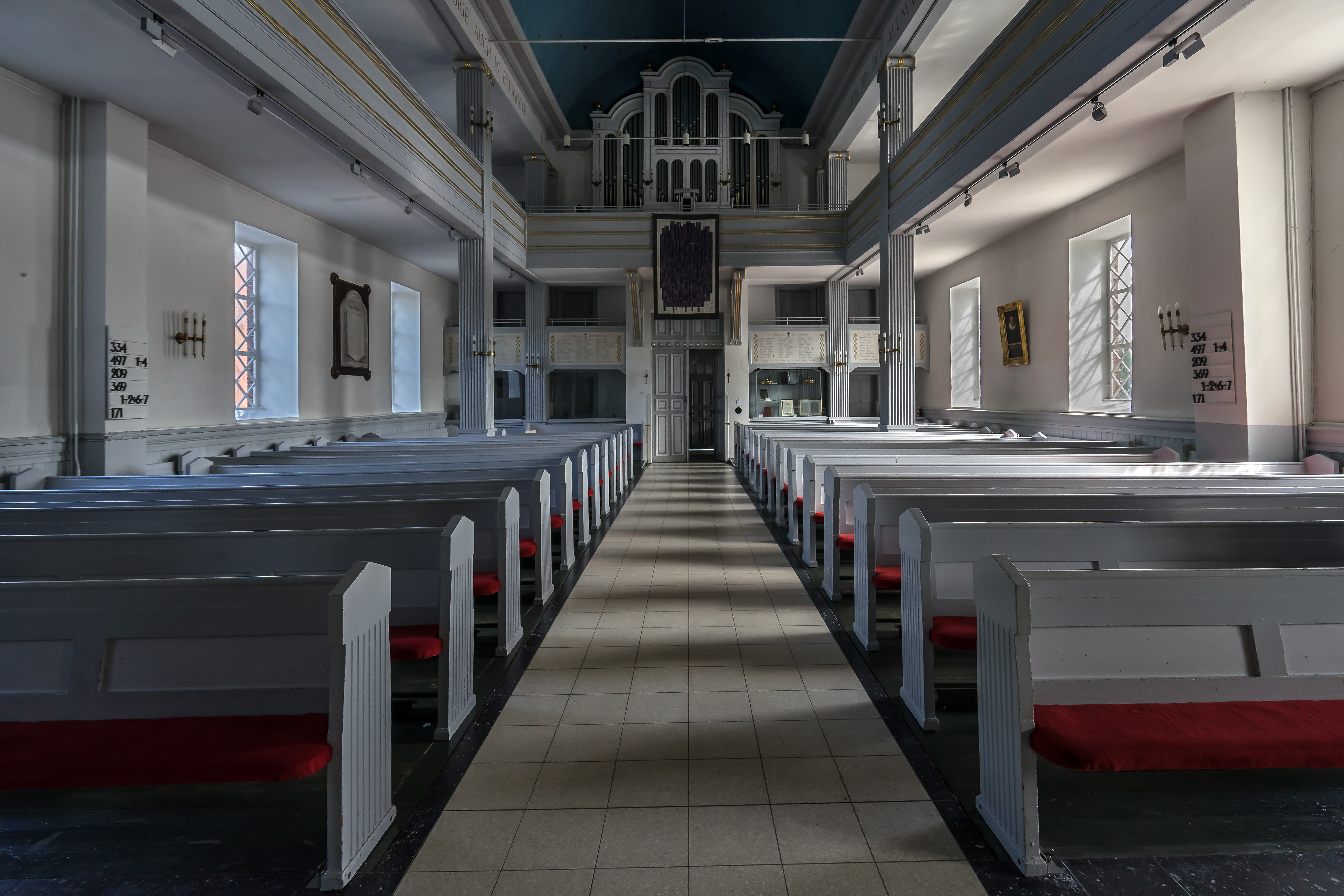
Blick vom Altar

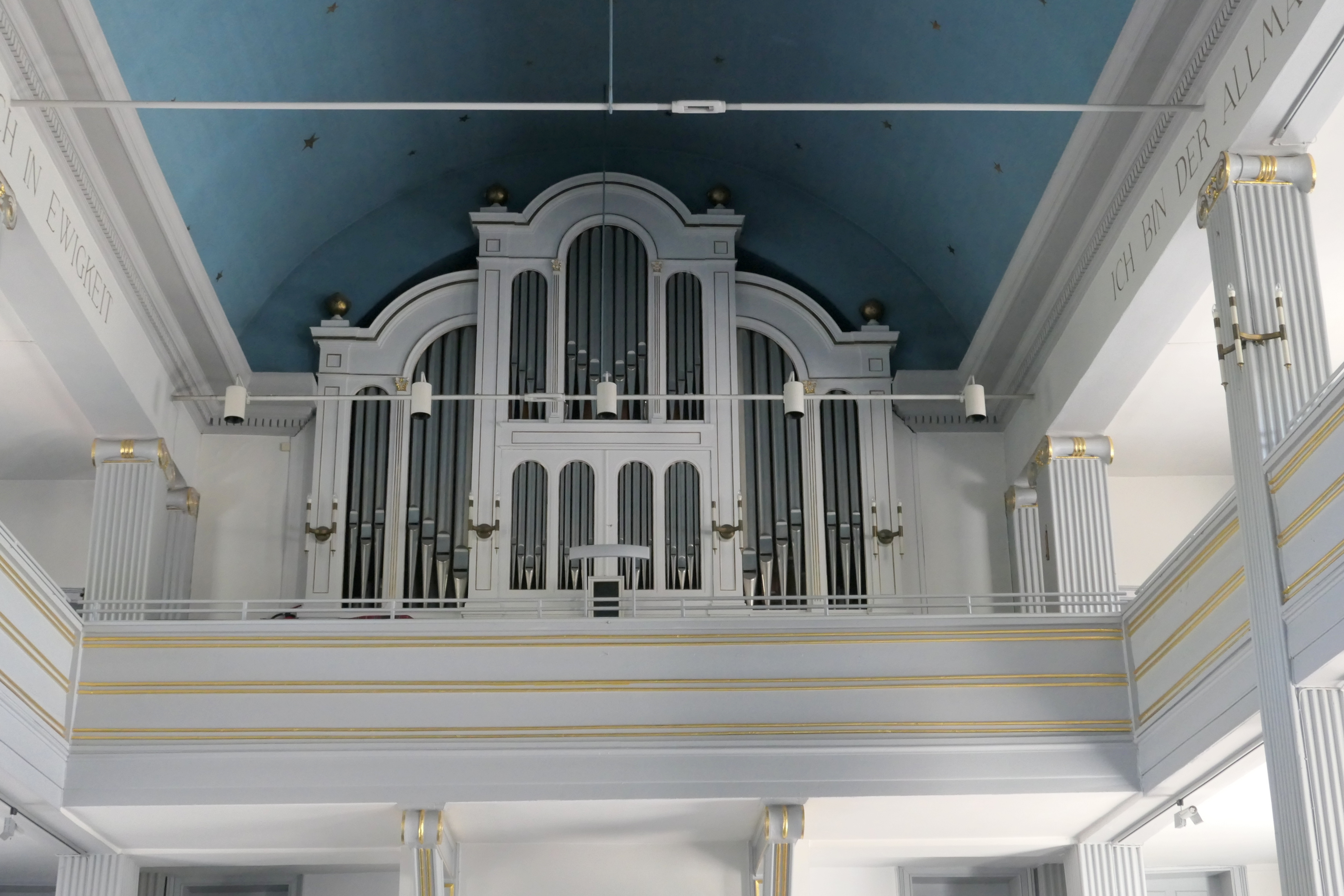
Orgel

1629 wurden Orgelteile vom Hospital zum Heiligen Geist (Hamburg) (Rödingsmarkt) in die benachbarte Maria-Magdalena-Kirche gebracht. Die älteren Teile der Orgel wurden 1640/1643 für einen Neubau verwendet mit Hauptwerk und Rückpositiv. 1675/1678 wurde ein selbständiges Pedal eingebaut und die Orgel durch Johann Friedrich Besser, Braunschweig, auf 19 Register vergrößert. Arp Schnitger überholte die Orgel 1702 und Otto Diedrich Richborn änderte 1721 die Stimmung. 
1816 kaufte Ritzebüttel die Orgel für die Martinskirche, die dann 1819 durch Johann Wolfgang Geyke und Johann Heinrich Wohlien auf- und umgebaut wurde.
 
1885 erfolgte der Neu- und Umbau durch den Orgelbau Friedrich Albert Mehmel, Stralsund; sie wurde auf 26 Register erweitert und das Gehäuse erneuert.

Das Orgelwerk wurde 1927 durch Paul Rother, Hamburg, umgebaut und erweitert auf 3 Manuale mit 43 Registern.

1972 erfolgte ein erneuter Umbau durch die Firma Hammer und die Orgel wurde verkleinert auf zwei Manuale mit 35 Register.

### Kirchengemeinde
Die evangelisch-lutherische Martinsgemeinde Cuxhaven Ritzebüttel, Regerstraße 41, mit dem 2,5 Hektar großen Friedhof von 1826 mit der Kapelle von 1968, der Kriegsgräberstätte und der Österreichischen Kriegsgräberstätte Ritzebüttel von nach 1864 sowie einer Kindertagesstätte besteht seit den Anfängen des 19. Jahrhunderts.